# Begonia longipedunculata
Begonia longipedunculata là một loài thực vật có hoa trong họ Thu hải đường. Loài này được Golding & Kareg. mô tả khoa học đầu tiên năm 1984.